# Yonas Tekeste
Yonas Tekeste Haile, né le 2 février 1995 est un coureur cycliste érythréen.

## Palmarès
- 2014
  - 3e du championnat d'Érythrée sur route
  - 3e du championnat d'Érythrée du contre-la-montre espoirs
  - 3e du Critérium international de Blida

## Classements mondiaux
| Année           | 2014 | 2015 |
| --------------- | ---- | ---- |
| UCI Africa Tour | 26e  | 212e |